# Майкл Манн
Майкл Манн (англ. Michael Kenneth Mann; нар. 5 лютого 1943, Чикаго, США) — американський кінорежисер, продюсер та сценарист.
За свою кар'єру Майкл Манн чотири рази був номінований на премію «Оскар» за режисуру, сценарій і продюсування. Найбільш відомий як автор фільму «Протистояння» з Робертом де Ніро та Аль Пачіно в головних ролях.

## Біографія
Батько Майкла Джек — український емігрант і ветеран Другої світової війни, який згодом став торговцем травами, а мати Естер — звичайна дівчина з Чикаго. Манн був близький зі своїм батьком і дідом по батьківській лінії, українським емігрантом, що колись брав участь ще в Першій світовій війні. Виріс Манн недалеко від парку Хумбольд, все в тому ж Чикаго, і в підлітковому віці з головою занурився в музику блюз, що тоді нестримно набирала популярність.
Вивчав англійську мову в університеті Вісконсіна-Медісона, виявляв зацікавлення до геології, історії та архітектури. В цей же час він уперше побачив фільм «Доктор Стрейджлав» Стенлі Кубрика й одразу закохався в кіно. У одному з останніх інтерв'ю Манн розповідає наскільки сильно на нього вплинув цей фільм: «Це показало всьому моєму поколінню кінотворців, що з глядачем можна говорити абсолютно відкрито і чесно, і тоді, у свою чергу, він оцінить кіно по гідності. Іншими словами, щоб стати частиною індустрії комерційних фільмів, щоб стати серйозною особою в кінематографі, зовсім не обов'язково знімати такі картини, як Сім наречених для семи братів і мучитися на низьких посадах. Адже це і мав зважаючи на Кубрик, і тому з тих пір я полюбив його роботи, і на мене самого вони надали значний вплив.»
Пізніше, в середині 1960-х, він перебирається до Лондона, частково щоб «закосити» від армії під час в'єтнамського заклику, хоча для служби він був непридатний унаслідок захворювання астмою. Але головною метою було здобуття диплома Міжнародної лондонської школи кіно. Відвідуючи кіношколу він провів у Великій Британії сім років, а потім працював над рекламними роликами пліч-о-пліч з такими сучасниками, як Алан Паркер, Рідлі Скотт і Едріан Лайн. У 1968 році один з його документальних фільмів потрапляє на телебачення і незабаром, підвівши підсумки під минувшим 68 роком, він знімає короткометражний фільм Juanpuri, який в 1970 році отримує Приз журі на кінофестивалі в Каннах.
Після розлучення з першою дружиною в 1971 році, Манн повертається в США. Тут він займається документальною стрічкою 7 Days Down the Line для телеканалу ABC. Опісля три роки він пише сценарії до чотирьох епізодів телесеріалу Старськи і Хатч і до пілотного випуску серіалу Vega$. Окрім цього, спільно з письменником, поліцейським у відставці, Джозефом Вамбо, він працює над шоу Police Story. Серіал був сфокусований на чіткому відтворенні життя поліцейського з Лос-Анджелеса, завдяки чому Манн навчився привносити в свої роботи більше достовірності і реалістичність.
Першою з його кіноробіт (а не серіалів або рекламних роликів, як було раніше) виходить «The Jericho Mile», зроблений для телебачення, проте згодом фільм вийшов у кінопрокат в Європі. Подальша його телевізійна діяльність включає роботу над такими серіалами, як «Поліція Маямі: Відділ вдач» та «Кримінальні історії». Всупереч загальній думці, він не є автором цих шоу, але був безпосередньо з ними пов'язаний, як виконавчий продюсер. Він мав вплив на ці проекти в питаннях підбору акторів та певних стильових рішень.
Зараз Манн відомий насамперед як постановник художнього кіно та один з провідних американських режисерів. Часто в ролі оператора на знімальному майданчику Манна виступає Данте Спінотті.

## Фільмографія

### Фільми
| Рік  | Назва                        | У ролі  | У ролі    | У ролі   | Примітка |
| Рік  | Назва                        | Режисер | Сценарист | Продюсер | Примітка |
| ---- | ---------------------------- | ------- | --------- | -------- | --- |
| 1968 | Insurrection                 | Так     |           |          | Короткометражний фільм |
| 1971 | Jaunpuri                     | Так     |           |          | Короткометражний фільм |
| 1972 | 17 Days Down the Line        | Так     |           |          | Короткометражний фільм |
| 1981 | Злодій                       | Так     | Так       |          | Номінація - Золота пальмова гілка |
| 1983 | Фортеця                      | Так     | Так       |          | |
| 1986 | Band of the Hand             |         |           | Так      | Виконавчий |
| 1986 | Мисливець на людей           | Так     | Так       |          | |
| 1992 | Останній з могікан           | Так     | Так       | Так      | |
| 1995 | Протистояння                 | Так     | Так       | Так      | |
| 1999 | Своя людина                  | Так     | Так       | Так      | 7 номінацій на премію "Оскар" 4 номінацій на премію "Золотий глобус" |
| 2001 | Алі                          | Так     | Так       | Так      | Номінація - Премія "Black Reel" за найкращий фільм |
| 2003 | Baadasssss!                  |         |           | Так      | Виконавчий |
| 2004 | Співучасник                  | Так     |           | Так      | Кінопремія Голлівуду: Найкращий режисер Премія Національної ради кінокритиків США кращому режисерові] Номінація - Премія БАФТА за найкращу режисерську роботу Номінація - Премія «Імперія» за найкращу режисерську роботу Номінація - Премія «Сатурн» за найкращу режисерську роботу |
| 2004 | Авіатор                      |         |           | Так      | |
| 2006 | Поліція Маямі: Відділ моралі | Так     | Так       | Так      | |
| 2007 | Королівство                  |         |           | Так      | |
| 2008 | Хенкок                       |         |           | Так      | |
| 2009 | Джонні Д.                    | Так     | Так       | Так      | |
| 2011 | Texas Killing Fields         |         |           | Так      | |
| 2015 | Хакер                        | Так     |           | Так      | |
| 2019 | Аутсайдери                   |         |           | Так      | Виконавчий |
| 2023 | Феррарі                      | Так     | Так       | Так      | |

### Телебачення

#### Телесеріали
| Рік     | Назва                         | У ролі  | У ролі    | У ролі              | Примітка                                                |
| Рік     | Назва                         | Режисер | Сценарист | Виконавчий продюсер | Примітка                                                |
| ------- | ----------------------------- | ------- | --------- | ------------------- | ------------------------------------------------------- |
| 1976    | Bronk                         |         | Так       |                     | 2 епізоди                                               |
| 1976    | Gibbsville                    |         | Так       |                     | Епізод "All the Young Girls"                            |
| 1975–77 | Старскі та Гатч               |         | Так       |                     | 4 епізоди                                               |
| 1976–78 | Police Story                  |         | Так       |                     | 4 епізоди                                               |
| 1977    | Police Woman                  | Так     |           |                     | Епізод "The Buttercup Kille"                            |
| 1978–81 | Vega$                         |         | Так       |                     | Автор ідеї                                              |
| 1984–90 | Поліція Маямі                 |         | Так       | Так                 | Сценарій епізоду "Golden Triangle"                      |
| 1986–88 | Crime Story                   | Так     | Так       | Так                 | Сценарій 8 епізодів; Режисер епізоду "Top of the World" |
| 1990    | Drug Wars: The Camarena Story |         | Так       | Так                 | Мінісеріал                                              |
| 2002–03 | Robbery Homicide Division     |         | Так       | Так                 | Сценарій епізоду "Life is Dust"                         |
| 2011–12 | Luck                          | Так     |           | Так                 | Режисер епізоду "Pilot"                                 |
| 2012    | Witness                       |         |           | Так                 | Документальний                                          |
| 2022    | Поліція Токіо                 | Так     |           | Так                 |                                                         |

#### Телефільми
| Рік  | Назва                         | У ролі  | У ролі    | У ролі              | Примітка |
| Рік  | Назва                         | Режисер | Сценарист | Виконавчий продюсер | Примітка |
| ---- | ----------------------------- | ------- | --------- | ------------------- | -------- |
| 1979 | The Jericho Mile              | Так     | Так       |                     |          |
| 1980 | Swan Song                     |         | Так       |                     |          |
| 1989 | L.A. Takedown                 | Так     | Так       | Так                 |          |
| 1992 | Drug Wars: The Cocaine Cartel |         | Так       | Так                 |          |

## Громадська позиція
У липні 2018 підтримав петицію Асоціації французьких кінорежисерів на захист ув'язненого у Росії українського режисера Олега Сенцова